# Biomimetik

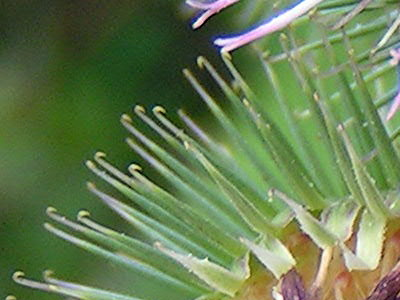
De små krokarna på växterna i kardborresläktet har inspirerat till uppfinningen kardborreband.

Biomimetik (även biomimikry eller biomimik) är teknik som efterliknar förebilder i biologiskt liv i naturen. Kardborreband är ett exempel på en tillämpning som hämtat sin inspiration från växtriket. En annan sådan är honeycomb-strukturen. Andra exempel är geckoödlans förmåga att kunna klättra på ett flertal olika typer av underlag eller bombarderbaggen med en egen tryckkammare med en kemiskt aktiv substans som används som försvar.

## Historik

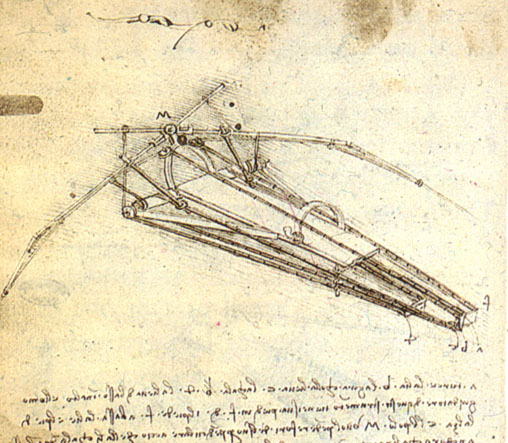
Design för ett flygplan

Ett tidigt exempel på biomimetik är studier av fåglar för att kunna flyga. Leonardo da Vinci (1452–1519) studerade anatomin hos fåglar och gjorde många skisser på fåglar i flykt. Bröderna Wright studerade duvor och var de första som konstruerade ett flygplan.
1941 upptäckte den schweiziska ingenjören Georges de Mestral vid en vandring i Alperna att frön från en kardborreväxt hade fastnat på hans kläder. Han undersökte sina kläder och uppfann principen för kardborrbandet.
Under 1950-talet utvecklade den amerikanska biofysikern Otto Schmitt konceptet biomimetik. Han forskade på bläckfiskar och utvecklade ett verktyg, som kom att kallas Schmittrigger, för att mäta elektriska signaler i nervsystemet.
1985 startade Centrum för ekologisk teknik, CET i Lerum utanför Göteborg. Förebilden var Center for Alternative Technology i Wales. En stiftelse bildades 1987 och fick namnet Ekocentrum. Utställningar finns i Lokal i Göteborg där även föreläsningar och kurser anordnas. utställningar. 
2006 grundade Janine Benyus Biomimicry Institute i Montana, USA.

## Bio-inspirerad teknologi
Biomimetik kan användas på många områden. Det finns en mångfald komplexa biologiska system och därför är antalet funktioner som kan imiteras stort. Människan kan hämta inspiration av naturens tekniska lösningar för att anpassa produkter och system för en hållbar utveckling.

### Framdrivning
| Shinkansen / Kungsfiskare |  | Shinkansen / Kungsfiskare |
| Shinkansen / Kungsfiskare |  |                           |

Flygteknik och flygplansvingar har inspirerats av fåglar och fladdermöss. Det japanska snabbtåget Shinkansen har inspirerats av kungsfiskarens näbb. Den svenska ubåten Sjöormens skrov var strömlinjeformad och belagd med en ytbeläggning som liknade hajhudens egenskaper. Framdrivningsmotståndet minskade och ubåten blev tystare.
Flygteknik och flygplansvingar har inspirerats av fåglar och fladdermöss.

### Arkitektur
Byggmästare har i alla tider inspirerats av naturen. Euklides som levde på 300-talet f. kr. beskrev gyllene snittet med som spelat en stor roll inom konst och arkitektur. Dessa proportioner återfinns i antika byggnader och förekommer också i naturen. Leonardo da Vinci var ett universalgeni och arbetade mycket med gyllene snittet både i sin konst och konstruktioner.

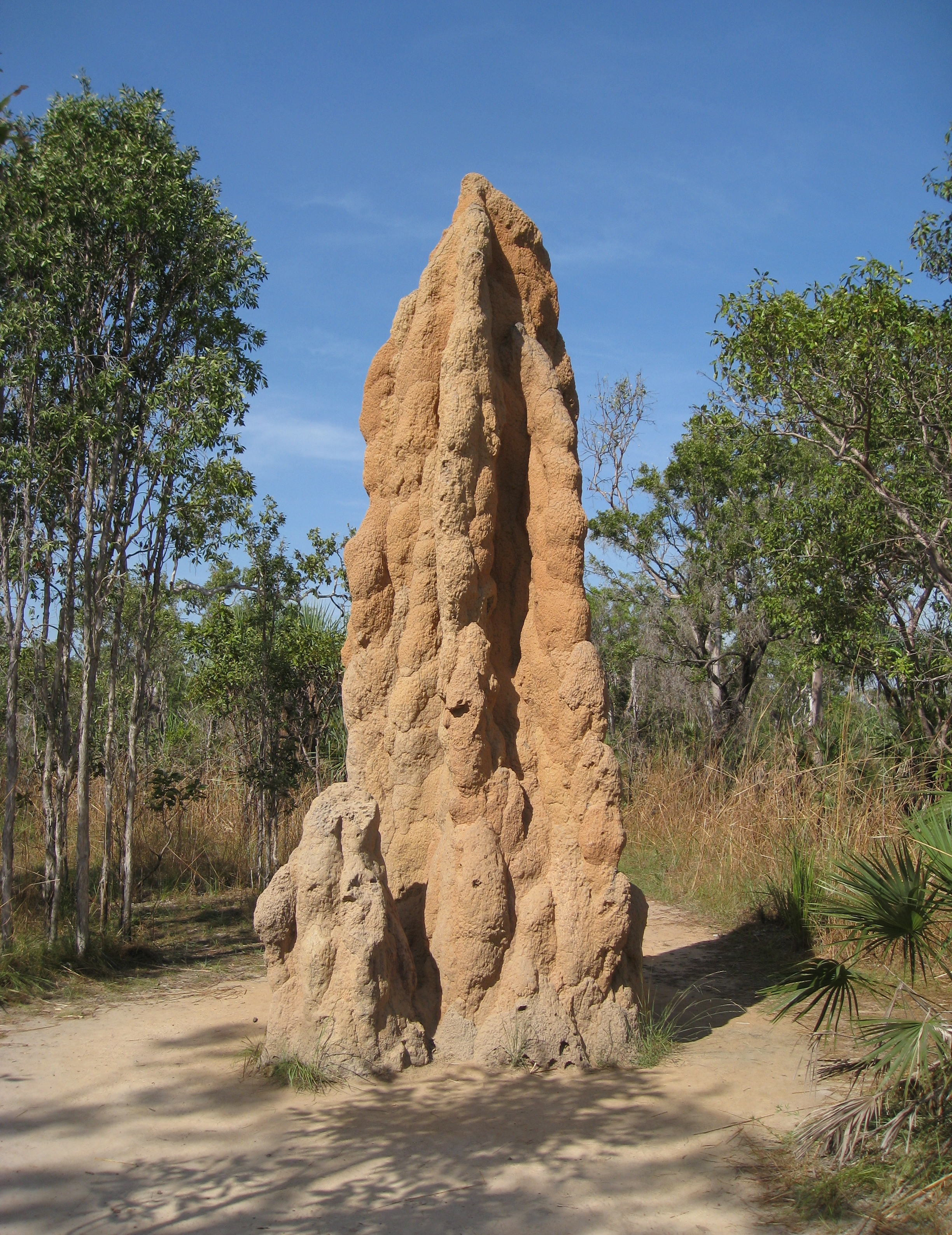
Termitstack

Naturalig ventilation I höghus

Men det finns mycket  mer som ingenjörer och arkitekter kan att lära av naturens byggmästare. Ett exempel är termiterna som lever i subtropiska och tropiska områden och bygger hus som kan vara upp till sju meter höga och en omkrets på 20 meter. Som skydd mot solen och temeraturväxlingar är husets mantel försett med självdrag genom särskilda kanaler. Syre kommer in i centrum och koldioxid ventileras ut. I huvudstaden Harare, Zimbabwe har det byggts ett köpcenter med denna ventilationsteknik. Djupa överhäng och gröna växter hindrar direkt solstrålning på ytterväggarna.
Ett annat exempel är vindkraftteknologi. Marina forskare hade länge förundrats över knölvalens otroliga smidighet och snabba rörelser. Man fann att de har många små knölar på sina simfenor. Turbinblad som förses med liknande knölar kan fånga mer energi och blir tystare.

#### Galleri

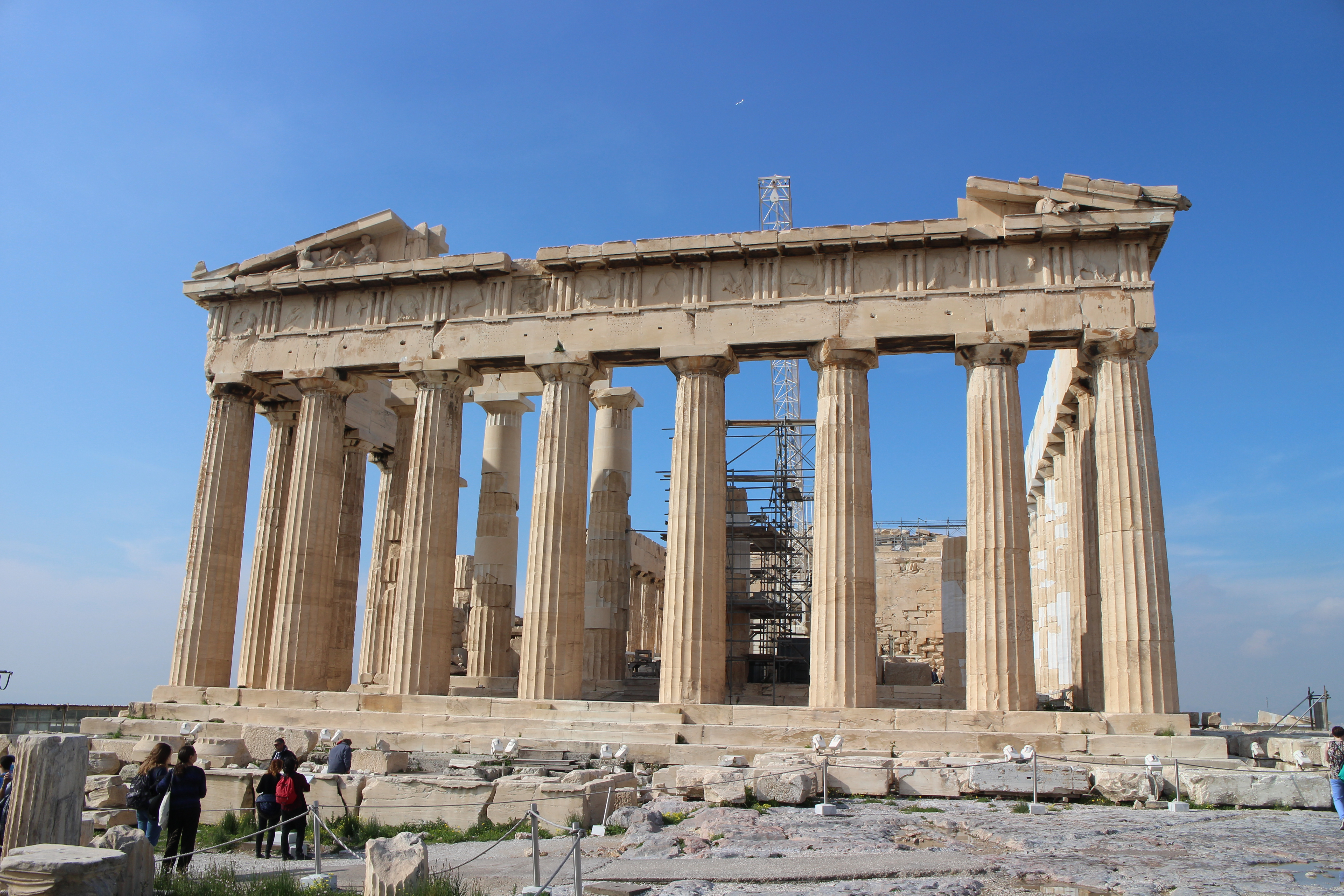
Gyllene rektangel i Parthenons fasad.
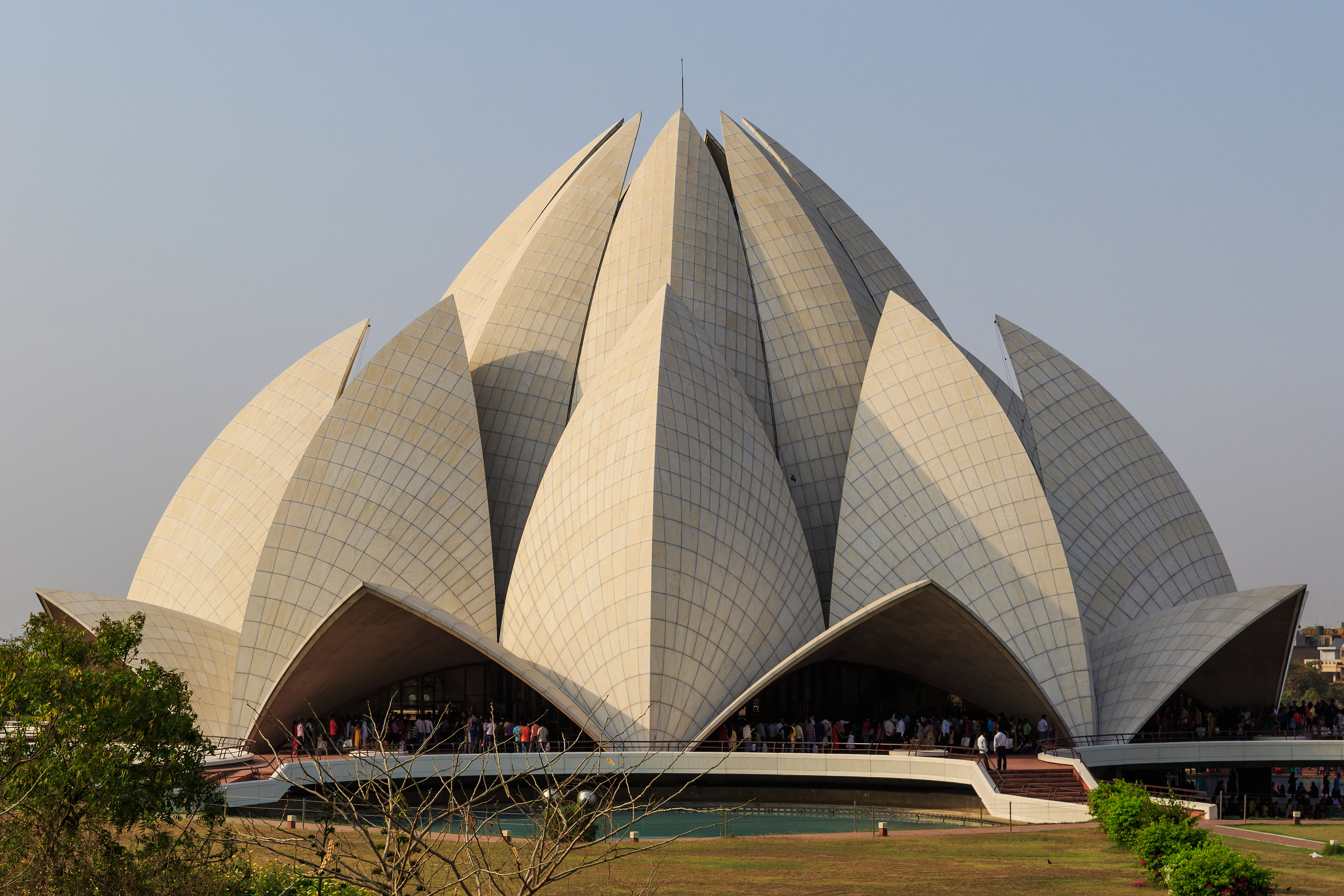
Lotustemplet format som en lotusblomma.
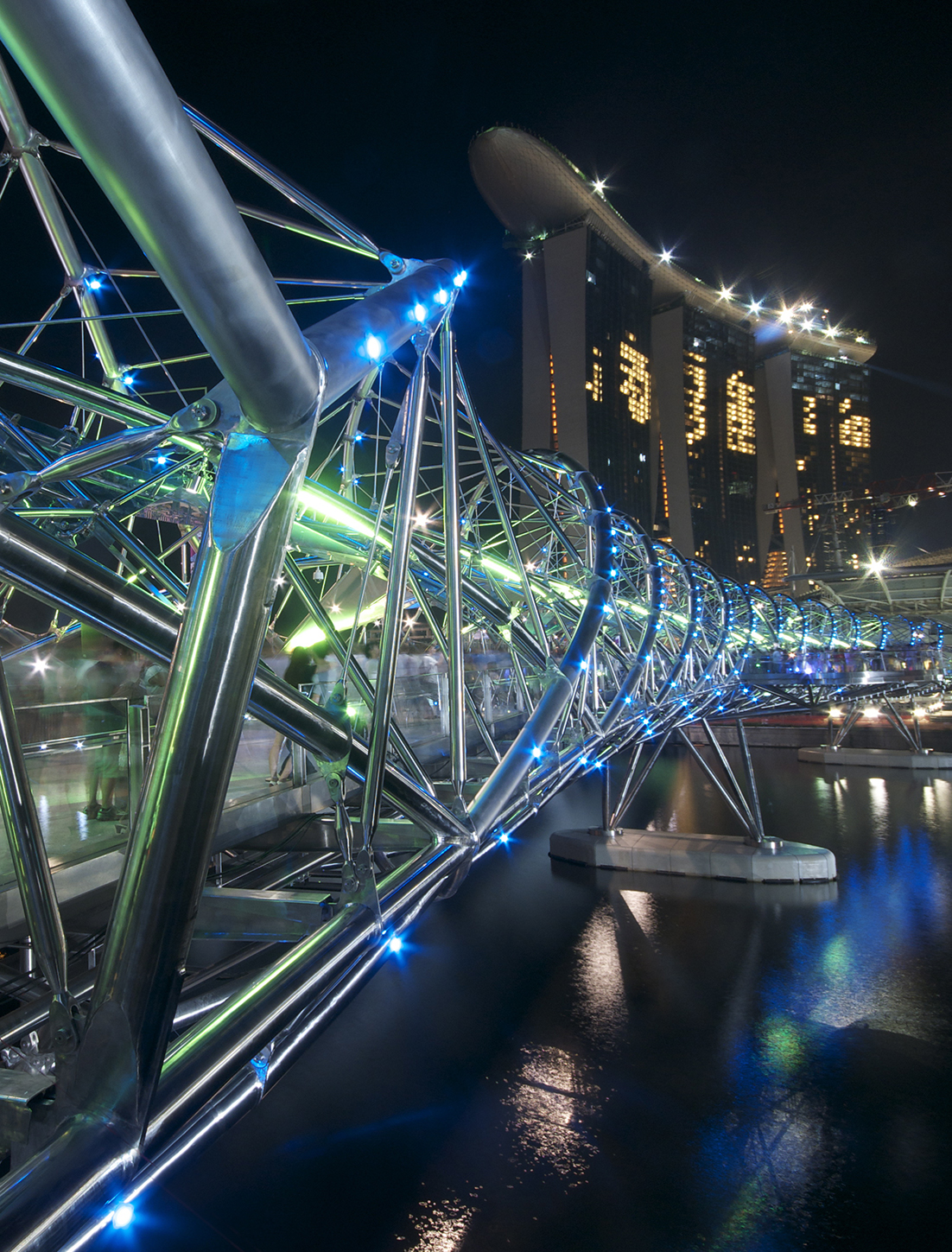
Helix Bridge I form av DNA-spiraler.
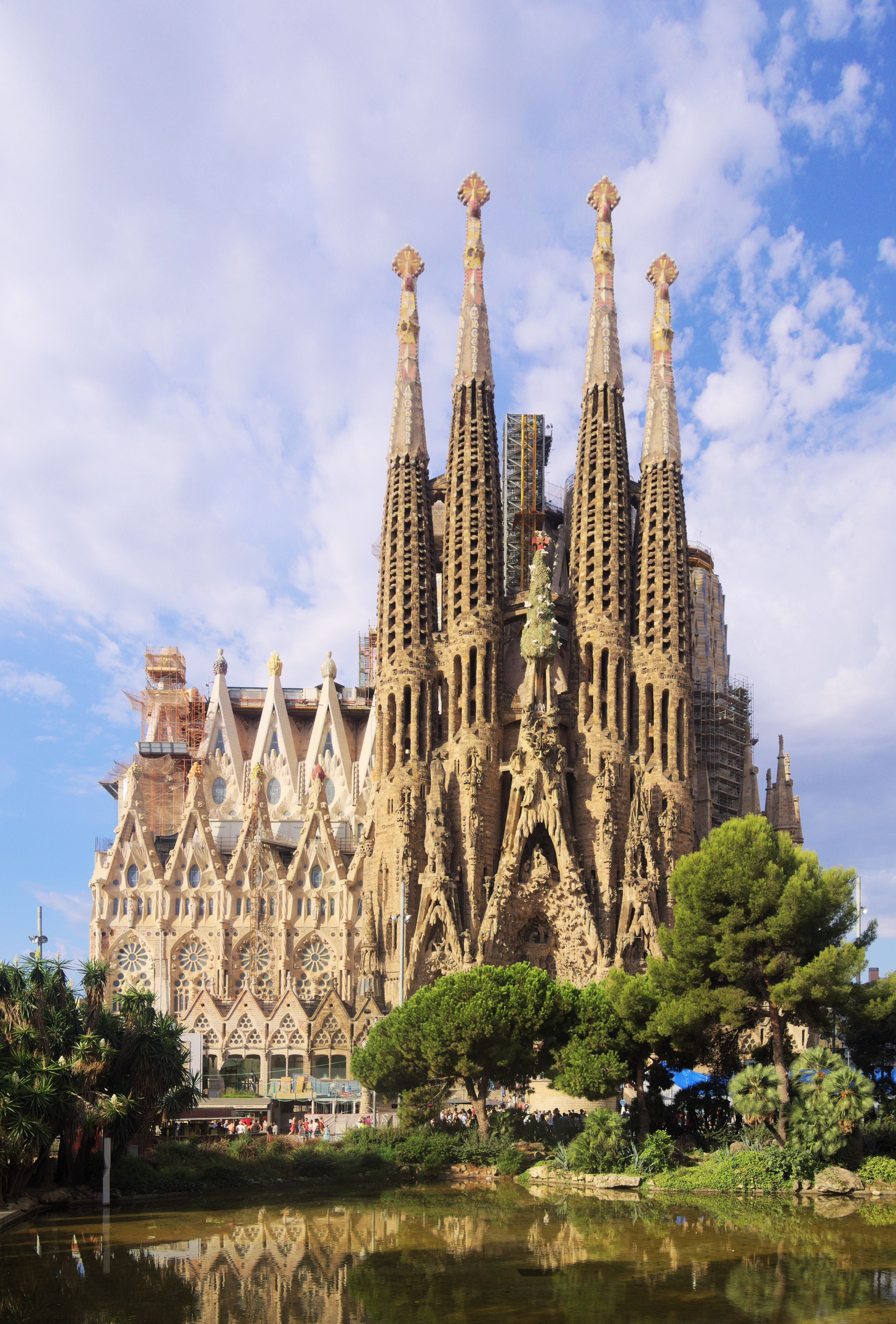
Sagrada Família, inspirerad av insektsbyggare.

### Konstruktionsmaterial
Det finns ett stort behov av nya konstruktionsmaterial som är lätta, men som erbjuder exceptionella kombinationer av styvhet, styrka och seghet. Sådana material skulle behöva tillverkas i bulkmaterial med komplexa former till hög volym och låg kostnad och skulle tjäna en mängd olika områden såsom konstruktion, transport, energilagring och omvandling.

#### Kiselalger
Alger kan få stor betydelse för energieffektivisering och vattenrening. På västkusten odlas en form av kiselalger i Kungshamn och raffineras till algica som kan användas för flera olika verksamheter. En algodling kan rena spillvatten från fiskodlingar och utgöra ett steg i reningsverk. Produkten kan användas i hudvårdsindustrin och ersätta kemikalier som är skadliga för miljön. Algica kan också användas inom solcellsindustrin och energiupptagningen med flera procent.

### Areella näringar
Areella näringar orsakar både global uppvärmning och utarmar biologisk mångfald och måste därför måste stora omställningar genomföras. Ett verktyg för omställning är permakultur som arbetar med naturens ekosystem som förebild.
Permakultur är ett planeringsredskap som kan användas inom areella näringar där man studerar ekologiska processer och arbetar med naturen. Man studerar mönster och elastiska egenskaper som observeras i naturliga ekosystem. Permakultur används i ett växande antal fält från regenerativt jordbruk, till holistiskt betesbruk, naturnära skogsbruk och samhällsutveckling.

#### Jordbruk
Ett av de största hoten mot den biologiska mångfalden är jordbruket.
| ”                    | Det traditionella lantbruket försöker betvinga naturen, besegra den, med maskiner, diesel och allehanda teknik. Det är en återvändsgränd. | „ |
| – Jan Karlsson,2020. | |   |

Flera jordbrukssystem har utvecklats genom att studera naturens ekosystem.
| Jordbruk              | Upphovsman       | Metod                               | Finns i Sverige |
| --------------------- | ---------------- | ----------------------------------- | --------------- |
| Naturligt jordbruk    | Masanobu Fukuoka | Plöjningsfritt                      |                 |
| Permakultur           | Mollison         | Arbetar med naturen                 | Ja              |
| Regenerativt jordbruk | J. I. Rodale     | Plöjningsfritt, ökar matjordstäcket | Ja              |
| Holistiskt betesbruk  | Savory           | Fokus på vatten-och kolcykeln       | Kanske          |
| Skogsjordbruk         | J. Russell Smith | Odling mellan träd och buskar       | Ja              |

Regenerativt jordbruk går längre än ekologiskt jordbruk. Det reparerar, lagar det som gått sönder och förbättrar ekosystemets produktivitet.

#### Skogsbruk
| Jordbruk            | Upphovsman                     | Metod                                     | Finns i Sverige |
| ------------------- | ------------------------------ | ----------------------------------------- | --------------- |
| Naturkulturmetoden  | Mats Hagner                    | Hyggesfritt                               | Ja              |
| Naturnära skogsbruk | Martin Jensen, Mikael Karlsson | Arbetar med naturen                       | Ja              |
| Lübeckmodellen      | Lutz Fähser                    | Naturlig föryngring ger skiktad blandskog |                 |